# Янковская, Анна-Мария Константиновна
Анна-Мария Константиновна Янковская (род. 21 сентября 2012, Москва, Россия) — российская певица, видеоблогер, резидент телеканала «СТС Kids».
В октябре 2024 года она вместе с Betsy выпустила сингл «Сигма Бой», ставший вирусным в социальной сети TikTok и затем попавшим в чарты стриминговых сервисов Spotify и YouTube Music.

## Биография
Родители Янковской — бизнесмен Константин Янковский и Алина Янковская, работают в сфере телевидения и литературы. Алина Янковская занимает несколько значимых должностей: продюсер канала «СТС Kids», генеральный продюсер «СуперЛайкШоу», председатель совета Дома писателей, директор Союза писателей и читателей, общественный советник и член делового клуба «Женщины будущей России».
У Анны-Марии Янковской есть старший брат Георгий, выпускник школы искусств имени Милия Балакирева и музыкальной школы имени Рейнгольда Глиэра. Гитарист в группе «Zeчипсы» и также изучает IT-технологии.
Янковская обучалась игре на фортепиано и вокалу в музыкальной школе, посещала рок-школу Вадима Германова и актёрскую школу «Талантино». Занималась в школе «Тодес» и танцевальном коллективе «Камелия». С коллективом «Камелия» стала лауреатом различных конкурсов, включая фестиваль «Улыбки России» и международные соревнования «Огни большого города».
Поёт как сольно, так и в составе детского рок-бэнда ZU Rock Band, иногда выступает вместе со старшим братом. Она ведет блог, поёт и танцует в рок-группе, пишет собственные песни, любит быть перед камерой, сниматься в роли модели, брать интервью.

## Музыкальная карьера
В репертуаре Янковской и её группы такие песни, как «Питер», «Коронавирус, уходи», «Все будет супер!», «Мечты сбываются» и «Мне нра» (совместно с Аленой Аурум). Совместно работала с Машей LIL_P («РокБести») и Betsy («Sigma Boy»). Дуэт Янковской с братом в песне «Мечты сбываются» дошел до финала премии «Медиабренд». Янковские создали музыкальное сопровождение для первого сезона шоу «Хорошоу», в котором Янковская принимала участие. На телевидении была соведущей в программе «Шоу Насти и Вовы», участвовала в передаче «Большие праздники» на канале «Карусель», в дуэте с Владом Топаловым в шоу «Маска» на НТВ.
Интерес к съёмкам у Янковской появился в 2019 году после дебюта в клипе на собственную песню. Два года спустя она снялась в сериалах «Кристина», «Цикады», «Блогеры на каникулах» и других. Янковская активно ведет социальные сети и является гостем блогерских фестивалей.